# Saldanha (métro de Lisbonne)
Pour les articles homonymes, voir Saldanha (homonymie).
Saldanha est une station du métro de Lisbonne sur la ligne jaune et la ligne rouge.